# Blåalts naturreservat
Blåalt är ett naturreservat i Veinge socken i Laholms kommun i Halland.
Reservatet är beläget mellan Veinge och Mästocka. Det är skyddat sedan 1997 och var då 93 hektar stort. Det utvidgades sedan 2015 och omfattar därefer 298 hektar. 
Reservatet domineras av bokskog, ekskog och blandskog av bok och ek. Mindre sumpskogar förekommer. Reservatet har lång historia som skogsmark och eken och bokens ålder i området varierar mellan 160 och 240 år.

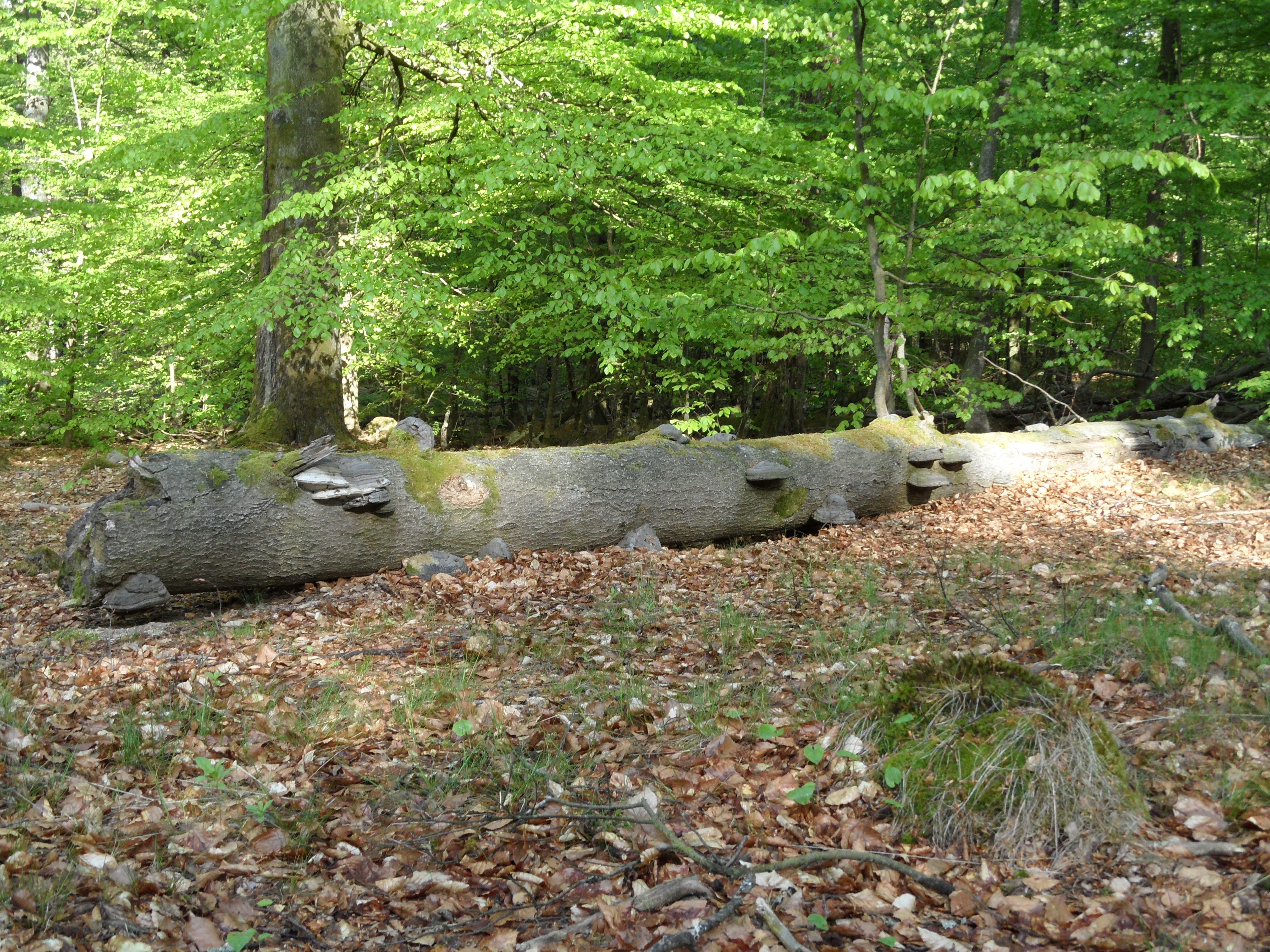
Låga

Här förekommer en rad sällsynta arter av mossor och lavar. Exempel är bokfjädermossa och bokkantlav. Död ved i form av högstubbar och lågor förekommer. Den innehåller bland annat vedsvampar, insekter och hackspettar. Genom reservatet går en 2,5 km lång strövstig.

## Källa
- Blåalt, Länsstyrelsen i Hallands län

1. 1 2 3 4  Skyddade områden, naturreservat, 18 december 2015, läs onlineläs online, läst: 20 januari 2017.[källa från Wikidata]
2. 1 2 3 4  Skyddade områden, naturreservat, 18 december 2015, läs onlineläs online, läst: 20 januari 2017.[källa från Wikidata]
3. 1 2  Skyddade områden, naturreservat, 25 februari 2020, läs onlineläs online, läst: 25 februari 2020.[källa från Wikidata]